# Shīb Āb Bandān
Shīb Āb Bandān (persiska: شيب آب بندان) är en ort i Iran.   Den ligger i provinsen Mazandaran, i den norra delen av landet, 170 km nordost om huvudstaden Teheran. Antalet invånare är 696.
Terrängen runt Shīb Āb Bandān är mycket platt. Runt Shīb Āb Bandān är det tätbefolkat, med 550 invånare per kvadratkilometer. Närmaste större samhälle är Sari, 13,0 km öster om Shīb Āb Bandān. Trakten runt Shīb Āb Bandān består till största delen av jordbruksmark.